# إليري (نيويورك)
إليري (بالإنجليزية: Ellery, New York) هي بلدة أمريكية تقع في الولايات المتحدة في مقاطعة تشاتاقوا، نيويورك. يقدر عدد سكانها بـ 4,528 نسمة ومساحتها 123.3 كم2 وترتفع عن سطح البحر 486 متر.